# Oxadiazon
Oxadiazon (ISO-naam) is een herbicide dat in 1969 door Rhône-Poulenc werd geïntroduceerd. Merknamen zijn onder meer Ronstar (tegenwoordig merknaam van Bayer CropScience) en Foresite. De periode van octrooibescherming is voorbij en de stof wordt door verschillende bedrijven op de markt gebracht, vaak in combinatie met een of twee andere actieve stoffen zoals glyfosaat. Zuiver oxadiazon is een kleurloze, reukloze kristallijne vaste stof, die vrijwel onoplosbaar is in water.

## Toepassingen
Oxadiazon is een selectief herbicide voor de bestrijding van eenjarige onkruiden en grassen. Het wordt meestal gebruikt als bodemherbicide, omdat het snel in de bodem wordt vastgehouden en nauwelijks uitloogt. Het wordt opgenomen door de scheuten als ze door de behandelde bodemlaag groeien.

## Regelgeving
In de Europese Unie is oxadiazon opgenomen in de lijst van gewasbeschermingsmiddelen die de lidstaten mogen erkennen.
In België zijn enkele producten met oxadiazon erkend voor toepassing op onbegroeide, al dan niet verharde terreinen of in de teelt van siergewassen (bomen, heesters en planten).

## Toxicologie en veiligheid
Oxadiazon is niet of nauwelijks toxisch voor zoogdieren. Bij normaal gebruik zijn er geen schadelijke effecten te verwachten.